# Hypsirhynchus polylepis
Hypsirhynchus polylepis — вид змій родини полозових (Colubridae). Ендемік Ямайки.

## Поширення і екологія
Hypsirhynchus polylepis мешкають в прибережних районах на південному сході Ямайки, в окрузі Портленд і на крайньому сході округи Сент-Томас, а також поблизу Кінгстона. Вони живуть в тропічних лісах, поблизу скель, на висоті від 16 до 386 м над рівнем моря. Живляться ящірками і амфібіями. Відкладають яйця.

## Збереження
МСОП класифікує цей вид як такий, що перебуває під загрозою зникнення. Hypsirhynchus polylepis загрожує знищення природного середовища, а також хижацтво з боку інтродукованих котів і мангустів.